# Dead Reckoning Records
Dead Reckoning Records ist ein unabhängiges US-amerikanisches Country-Musiklabel aus Nashville, Tennessee, welches im Jahr 1994 von den Musikern Kevin Welch, Kieran Kane, Mike Henderson, Tammy Rogers und Harry Stinson gegründet wurde.

## Geschichte
Dead Reckording Records wurde von Kevin Welch, Kieran Kane, der bereits bekannt durch das Country-Duo The O'Kants, Mike Henderson, Tammy Rogers, Harry Stinson, Musiker, die ebenso erfolgreiche Solokarrieren gestartet hatten, im Jahr 1994 in Nashville, Tennessee gegründet, um es den fünf Partnern zu ermöglichen ihre eigenen Soloalben und Gruppenprojekte außerhalb der Einflusssphäre kommerziell orientierter Labels zu veröffentlichen. Anfänglich wird das Label von Kanes Privathaus aus geleitet, der sich auch für das erste veröffentlichte Album des Labels Dead Rekoning im Jahr 1995 verantwortlich zeigt.
In den folgenden Jahren bildete sich in Europa, insbesondere in Norwegen, eine starke Fangemeinde der beteiligten Musiker heraus und dies, obwohl sie von den großen Nashville Labels ignoriert wurden. Über einen zweijährigen Zeitraum erfolgten sieben Veröffentlichungen, die über Rounder Records vertrieben wurden. Henderson steuerte zwei Bluesalben bei, ebenso wie Rogers in Zusammenarbeit mit dem ehemaligen Lone Justice Schlagzeuger Don Heffington. Die fünf Labelgründer selbst steuerten ergänzt durch Fats Kaplin und die Bassistin Alison Prestwood unter dem Namen Dead Reckoners das Album A Night of Reckoning bei. Welch selbst äußerte sich bezüglich des Konzeptes des Labels dergestalt.

„Wir wollen uns nur beweisen, dass wir schon lange genug hier sind, um die Dinge selbst in die Hand zu nehmen und unsere eigene Musik durch den Aufnahmeprozess und direkt in die Hände von Menschen zu bringen, die sie hören wollen und nicht von einem System kontrolliert werden, über das wir keine Kontrolle haben.“

## Musiker und Bands (Auswahl)
Kevin Welch, Kieran Kane, Fats Kaplin, Alison Prestwood, David Olney, Rayna Gellert, Glenn Worf, Charlie Major, The Fairfield Four, Mike Henderson, Tammy Rogers, Harry Stinson, Big House, Dead Reckoners.